# Harald Benke
Harald Benke (geboren am 2. Oktober 1955 in Szczawno-Zdrój) ist ein deutscher Meeresbiologe. Er war von 1995 bis 2021 Direktor der Stiftung Deutsches Meeresmuseum in Stralsund.

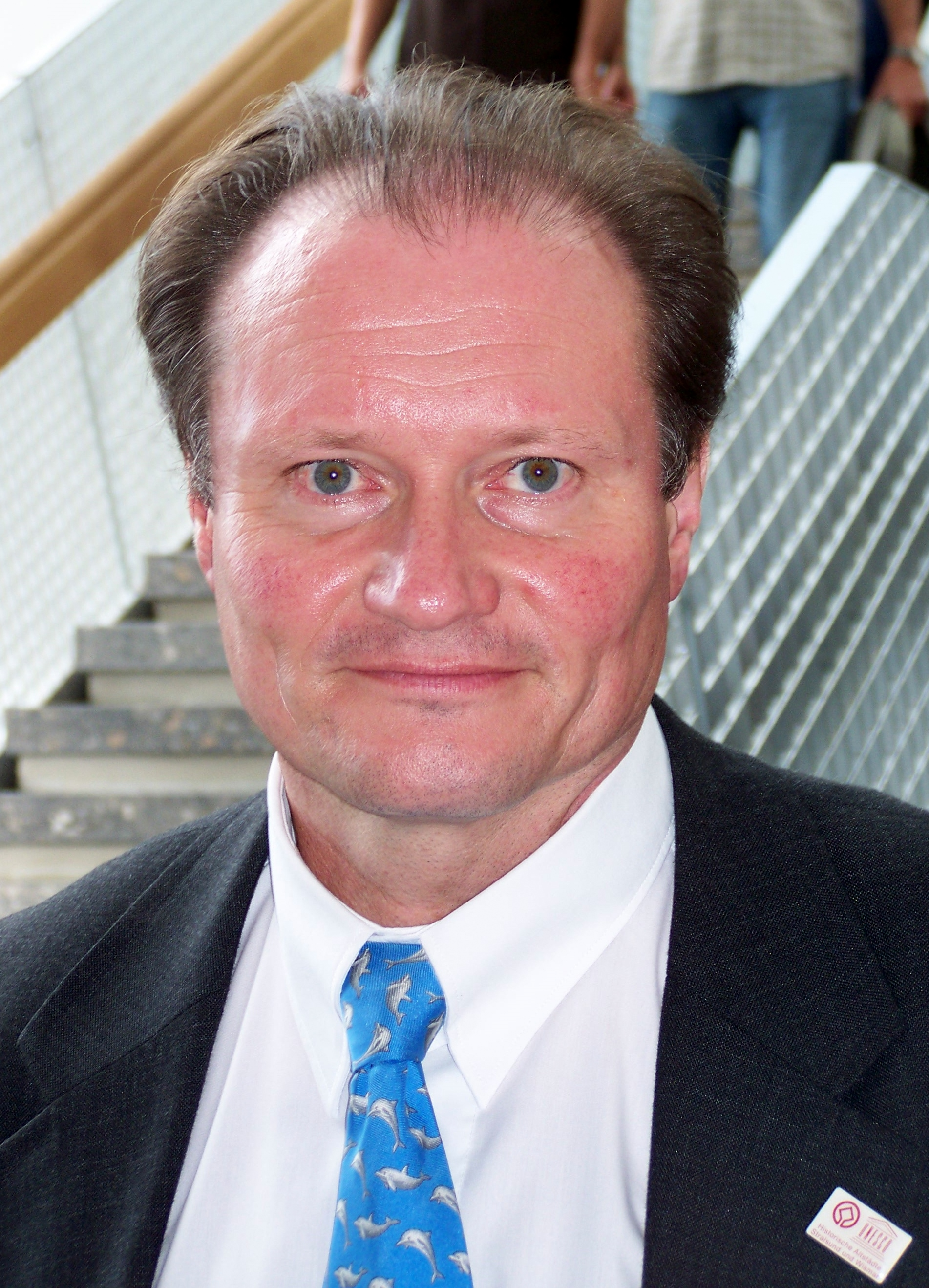
Harald Benke im Ozeaneum Stralsund (2008)

## Wirken
Nach seiner Zeit bei der Bundeswehr (1974–1976) studierte Benke von 1976 bis 1983 an der Bonner Rheinischen Friedrich-Wilhelms-Universität Biologie. Er war 1984 bis 1986 Stipendiat des Landes Nordrhein-Westfalen und der Heinrich Hertz-Stiftung. Benke promovierte von 1984 bis 1989 bei Jochen Niethammer zum Thema „Osteologische und funktionsmorphologische Untersuchungen an der Vorderextremität von Walen und Delphinen (Cetacea)“; er bestand am 6. September 1989 die Doktorprüfung mit dem Prädikat „sehr gut“, die Dissertation wurde mit summa cum laude bewertet. Anschließend war er bis 1990 im Konstruktionsbüro Benke tätig.
Von 1990 bis 1994 war er wissenschaftlicher Mitarbeiter am Forschungs- und Technologiezentrum Westküste in Büsum. Hier koordinierte er das Projekt „Untersuchungen zum Bestand, Gesundheitszustand und Wanderungen der Kleinwale in deutschen Gewässern“ des Bundesumweltministeriums und das Verbund-Vorhaben „Untersuchungen an Kleinwalen als Grundlage für ein Monitoring“ des Bundesministeriums für Bildung und Forschung. Von 1994 bis 1995 war er wissenschaftlicher Mitarbeiter im Landesamt für den Nationalpark Schleswig-Holsteinisches Wattenmeer in Tönning.
Am 1. September 1995 wurde Harald Benke Nachfolger von Sonnfried Streicher als wissenschaftlicher Direktor des Deutschen Meeresmuseums in Stralsund. Im Wintersemester 1999/2000 hatte er einen Lehrauftrag an der Universität Rostock für die Lehrveranstaltung „Marine Säugetiere / Meereszoologie“. Im Jahr 2007 wurde er zudem Geschäftsführer der Ozeaneum Stralsund GmbH.
Harald Benke trat am 31. Juli 2021 in den Ruhestand; sein Nachfolger wurde Burkard Baschek.

## Mitgliedschaften
Benke war Kontaktperson und Vorstandsmitglied der European Cetacean Society (ECS), Mitglied des Wissenschaftskomitees der International Whaling Commission (IWC), Mitglied des Consultative Committee des Internationalen Rates für Meeresforschung (ICES), Mitglied und drei Jahre lang Vorsitzender des Marine Mammals Committee des ICES. Er ist zudem Mitglied der Working Group on Marine Mammal Habitats des ICES und ordentliches Mitglied der Deutschen Wissenschaftlichen Kommission für Meeresforschung (DWK).

## Auszeichnungen
2006 wurde Benke mit der Seewart-Medaille für herausragende Leistungen um Schifffahrt und Meer „für die Schaffung einer Schnittstelle zwischen Wissenschaft und Wissensvermittlung“ ausgezeichnet.

## Veröffentlichungen
Harald Benke war an zahlreichen Veröffentlichungen beteiligt.